# جاستن دانفورث
جاستن دانفورث هو لاعب هوكي جليد كندي، ولد في 15 مارس 1993.

## وصلات خارجية
- جاستن دانفورث على موقع دوري الهوكي الوطني (الإنجليزية)
- جاستن دانفورث على موقع EliteProspects.com (الإنجليزية)
- جاستن دانفورث على موقع Eurohockey.com (الإنجليزية)
- جاستن دانفورث على موقع HockeyDB.com (الإنجليزية)
- جاستن دانفورث على موقع Hockey-Reference.com (الإنجليزية)